# Sony Ericsson XPERIA X1
Sony Ericsson XPERIA X1 là một trong những smartphone có màn hình cảm ứng (TFT Touch Screen) khá lớn hiện nay (3 inches)
Ở XPERIA X1, ta có thể thấy được Sony Ericsson đã tập trung tất cả các tinh hoa vào nó.

## Tổng quan
Sony Ericsson XPERIA X1 là sự kết hợp hài hòa giữa P-series (vì có bàn phím QWERTY), K-series (Máy ảnh số chụp rất rõ nét) và W-series (nghe nhạc & xem phim trên X1 thì không thể chê)
- XPERIA X1 chạy trên nền hệ điều hành Microsoft Windows Mobile 6.1 Professional
- Sony Ericsson đã tích hợp trên X1 những công nghệ siêu việt như: Hệ thống định vị toàn cầu (A-GPS), Khả năng truyền dữ liệu tốc độ cao (3G/3,5G), Lướt web tốc độ cao (WLAN)...
- Máy ảnh số của XPERIA X1 chụp ảnh không thua kém gì so với Cyber-shot dù chỉ là 3.15mpx, và X1 còn có các chế độ chụp ảnh như: Autofocus, ống kính Carl Zeiss và đèn flash để chụp ảnh ban đêm.
- XPERIA X1 là 1 sản phẩm cao cấp dành cho giới doanh nhân vì nó có nhiều ứng dụng văn phòng như: MS-Word, MS-Excel, MS-Powerpoint,... và 1 bàn phím QWERTY khi trượt ngang qua.

## Tính năng nổi bật
- Băng tần: Máy chạy 4 băng tần GSM (850/900/1800/1900) và 1 băng tần HSDPA
- Kích thước: 110x53x16,7mm
- Trọng lượng: 145 gram
- Bộ nhớ trong 400MB và thẻ nhớ ngoài T-Flash
- Định dạng nhạc: MP3, WMA; Định dạng video: MP4, WMV
- Kết nối: WLAN, Bluetooth, GPRS, USB, 3G, EDGE, A-GPS.
- Pin chuẩn: Li-Ion